# Драгослав Ђукановић
Драгослав Ђукановић (Београд, 9. децембар 1935) српски је доктор стоматологије и универзитетски професор.

## Биографија
Рођен је у Београду у породици Светислава Ђукановића и Јеленке Ђукановић рођене Вуков. У Београду завршио основну школу и Трећу мушку гимназију. У раном периоду се бавио фотографијом и бацање куглe.
Дипломирао на Стоматолошком факултету Универзитета у Београду 1960. Био је клинички лекар на Клиници за болести уста СФБ  (1962), асистент (1963). Први је магистар стоматолошких наука у Југугославији (1968). Докторирао 1974. Редовни професор од 1980. за предмет Болести уста, а касније за: Пародонтологију и Оралну медицину. Усавршавао се у Великој Британији, Немачкој, САД, Финској и др.
 Главни истраживач у 7 научних пројеката. Ментор за 9 докторских и 14 магистарских теза. Предавач и на више стоматолошких факултета и одсека, као: Бања Лука, Панчево (Стоматолошки факултет у Панчеву) Фоча и Ниш. Професор по позиву на Стоматолошком факултету у Бенгазију (Либија), а држао предавања на последипломској настави у Сиднеју, Минстеру и Њујорку. Члан великог броја научних и струковних организација и друштава у земљи: СЛД од 1962; Научног друштва Србије  од 1994 ; Медицинске академија (Сада Академије медицинских наука, Academy of Medical Sciences of Serbian Medical Society Архивирано на веб-сајту  (2. март 2022)) од 1992; Матице српске  од 2009. и др.. У иностранству: Четири године потпредседник и три године председник Научног комитета Светске стоматолошке федерације (FDI Federation Dentaire International ) и као такав организовао научне програме светских конгреса стоматолога у: Буенос Аиресу, Вашингтону, Београду, Амстердаму, Сингапуру, Милану, Берлину, Хонг Конгу, Гетеборгу и Ванкуверу. Делегат Југославије у истој десет година; Члан ADI Academy of Dentistry International (ADI) од 1994. и њен потпредседник за Европу. Члан Pierre Fauchard Academy(PFA) од 1995; Члан ADEE (Association for Dental Education in Europe) од 1972,International Association for Dental Research (IADR), International Research Committee of Implantology (IRCOI), Groupment Internationale pour Recherche Scientifique en Stomatologie et Odontologie (GIRSO), Balkan Stomatological Society (BaSS) и др. На СФБ.: продекан за наставу (1977/1981). Управник Клинике за болести уста односно Клинике за пародонтологију и оралну медицину (1989/1991. и 1991/1993); Шеф наставе и предавач у настави на енглеском језику више година; Члан или председник великог броја комисија на СФБ и Универзитету у Београду и председник Комисије за специјалистичке испите на СФБ и ВМА; Члан редакционих одбора 6 стоматолошких часописа; Одржао преко 250 предавања на скуповима у земљи и иностранству; шеф Катедре за оралну медицину и пародонтологију у четири мандата (1986/1994).
Дао је велики допринос развоју процеса наставе и изради планова и програма на стоматолошким факултетима у Србији и Југославији. Један је од најврснијих педагога и предавача наше стоматологије. Научне области рада: Пародонтологија и Орална медицина. У докторској тези:: Проучавање пародонцијима у гравидитету (1974) расветлио је однос гравидитета и стања потпорног апарата зуба; у магистарској тези: Процена вредности хируршког лечења пародонтопатија(1968), објективно је одредио значај ове методе у терапији оболелог пародонцијума. У својим радовима допринео је и бољем научном сагледавању утицаја трауматске оклузије на потпорни апарат зуба; проучавао је и утицај полних стероида и хидрокортизона на гингиву и пулпу зуба; радио је и на креирању новог домаћег микропорозног биокерамичког имплантата и на проучавању распрострањености обољења гингиве и пародонцијума. У пензији од 2002. Од 2009. члан Стручне редакције за медицину, ветеринарску медицину, фармацију и стоматологију за Српску енциклопедију у издању Матице српске, САНУ и Завода за уџбенике и аутор је текстова из стоматологије у до сада издатима томовима. Са бројним уџбеницима, као коаутор, дао је изузетан допринос уџбеничкој литератури, која је коришћена на свим стоматолошким факултетима у Југославији.

## Филателија
Члан је и Савеза филателиста Србије (1948); Удружења скупљача шаховских мотива (GSM – Gemeinschaft der Schachmotiv sammler), 1978; Секције за шах на маркама (The Chess on Stamp Study Unit – COSSU), Америчког филателистичког друштва (1988); члан Издавачког савете часописа „Филателиста“ преко 20 год.; члан жирија и излагач на неколико међународних и националних филателистичких изложби. Објавио више дела из филателије: коаутор: Каталога шаховских марака: Chess through stamps, у: Šahovski informator, Бг, ХХ , 1976. и његове допуне у следећих пет бројева тог часописа; каталог Пригодни поштански шаховски жигови Југославије. у 11 наставака у часопису Колекционари , Београд, почев од 1974; објавио преко 60 чланака о шаховској филателији, вињетама и др. у разним часописима. Добитник Позлаћене значке Савеза филателиста Србије, 1978; Златне медаље на Balkanphila VI , Бг 1977, за рад у жирију; Сребрне медаље на ЈУФИЗ VII, Бг 1993, за рад у жирију и др.

## Награде
Октобарска награда града Београда за истраживачки рад, 1987; годишња. награда СЛД за научно истраживачки рад, 1998. и за животно дело 2003; повеља СЛД 1982; oрден рада са златним венцем, 1983; једини добитник међународне награде за заслуге у стоматологији од Pierre Fauchard Academy, 2003; доживотни почасни члан Европског удружења студената (EDSA) 2007. и др.

## Објављени радови
1. ATLAS BOLESTI USTA. Kremžar M, Đukanović D, Stanić S. Univerzitetski pomoćni udžbenik , 432 originalne fotografije u boji, na 140 stranica velikog formata. Tekst je dat ne tri jezika: srpskom, engleskom i latinskom. Prvo je delo te vrste u zemlji. Namenjen je ne samo studentima stomatologije već svim stomatolozima, lekarima i specijalistima drugih grana. Izdavač: "Naučna knjiga", Beograd, 1979.
2. PARODONTOPATIJE. Đajić D, Đukanović D, Zelić O, Ursu I,Monografija. Univerzitetski udžbenik za postdiplomske studije na Stomatološkim fakultetima, 671 originalna slika, šema i fotografija na 650 stranica. Prvo je delo te vrste u Jugoslaviji. Izdavač: "Naučna knjiga", Beograd, 1980.
3. BOLESTI USTA. Đukanović D, Tadić V. Udžbenik za IV razred usmerenog obrazovanja za zanimanje medicinska sestra - tehničar, stomatološkog smera zdravstvene struke, 238 fotografija i šema na 257 stranica. Izdavač: "Zavod za udžbenike i nastavna sredstva", Beograd, 1981. Ponovo izdat kao II preštampano izdanje, 1984.
4. MEDICINSKI LEKSIKON. Grupa autora. Autor teksta iz oblasti bolesti usta, član Redakcionog odbora i glavni urednik za stomatologiju. 917 stranica, IV prerađeno i dopunjeno izd."Medicinska knjiga", 1981, V preštampano izdanje 1987.
5. BOLESTI USTA. Đajić D, Đukanović D. Univerzitetski udžbenik, 617 originalnih fotografija, crteža i šema na 674 stranice. Izdavač: "Dečje Novine", Gornji Milanovac, 1984, ponovo izdat kao VII prerađeno i dopunjeno izdanje 1986.
6. PRAKTIKUM BOLESTI USTA ( PRAKTIKUMI SEMUNDJEVE TE GOJES ). Đajić D, Đukanović D, Ymeri R. Univerzitetski udžbenik na albanskom jeziku, 332 fotografije i crteža na 270 stranica. Izdavač: Univerzitet u Prištini, 1984.
7. BOLESTI USTA ( SEMUNDJET E GOJES ). Đajić D, Đukanović D, Ymeri R. Univerzitetski udžbenik na albanskom jeziku, 363 fotografije i crteža na 543 stranice. Izdavač: Univerzitet u Prištini, 1985.
8. BOLESTI USTA I ZUBA U STANOVNIŠTVA BEOGRADA. Grupa autora. Monografija. Interdisciplinarna studija o prevalenciji i karakteristikama bolesti usta i zuba u stanovništva Beograda. Za ovo delo autori su dobili Oktobarsku nagradu grada Beograda. 140 stranica sa velikim brojem grafikona i šema i rezime na engleskom jeziku. Izdavač: Stomatološki fakultet Univerziteta u Beogradu, 1987.
9. ATLAS PARODONTOPATIJA. Đajić D, Đukanović D, Stanić S, Kovačević K. Univer. udžbenik, 768. originalnih kolor fotografija, šema i rendgenograma pored teksta na 248 stranica velikog formata. Izdavač: "Dečje Novine", Gornji Milanovac, 1988.
10. PARODONTOPATIJE. Đajić D, Đukanović D, Zelić O, Ursu I.,Monografija. Univerzitetski udžbenik za postdiplomske studije na Stomatološkim fakultetima, 786 originalnih slika, šema i fotografija na 772 stranice. II izmenjeno i dopunjeno izdanje. Izdavač: "Naučna knjiga", Beograd, 1988.
11. ATLAS OBOLJENJA MEKIH TKIVA. Đajić D, Đukanović D, Stanić S. Univerzitetski udžbenik, 655. originalnih kolor fotografija i šema pored teksta na 223 stranice velikog formataa. Izdavač: "Dečje Novine", Gornji Milanovac, 1989.
12. PROSVETINA ENCIKLOPEDIJA - OPŠTA ENCIKLOPEDIJA. Autor kompletnog teksta za stomatologiju. IV izdanje. Izdavač: "Prosveta", Beograd, 1986. U 1989. godini izdato je i V izdanje ( štampano je 10.000 primeraka )
13. BOLESTI USTA. Đajić D, Đukanović D. Univerzitetski udžbenik, 908 originalnih fotografija, crteža i šema na 760 stranica. VIII prerađeno i dopunjeno izdanje. Izdavač: "Dečje Novine", Gornji Milanovac, 1990.
14. PREVENTIVNA STOMATOLOGIJA U ODRASLIH. Grupa autora. Autorizovana skripta za redovne studije iz predmeta “Preventivni blok I”Autor jednog poglavlja.. Izdavač: Draganić, 1995.
15. BLISTAV OSMEH I U STOTOJ – SPREČIMO I LEČIMO GINGIVITE I PARODONTOPATIJE. Đukanović D. Zdravstveno-vaspitni priručnik u okviru programa preventivne stomatološke zaštite. Izdavač: Stomatološki fakultet i Zavod za udžbenike i nastavna sredstva, Beograd 1996.
16. PROGRAM PREVENTIVNE STOMATOLOŠKE ZAŠTITE STANOVNIKA SRBIJE. Grupa autora. Udžbenik za postdiplomsku nastavu. Izdavač: Stomatološki fakultet Univerziteta u Beogradu i "Zavod za udžbenike i nastavna sredstva", Beograd, 1996.
17. BOLESTI USTA - PARODONTOLOGIJA I ORALNA MEDICINA. Đukanović D, Zelić O. Udžbenik za IV razred Zubotehničke škole, 256 ilustracija na 179 stranica. Izdavač: "Zavod za udžbenike i nastavna sredstva", Beograd 1996.
18. ŠTA SU GINGIVITISI I PARODONTOPATIJE. Đukanović D. Izdavač: “Elit-Medica”, Beograd 1998.
19. ŠTO SE TOA GINGIVITI I PARODONTOPATII. Đukanović D. Na makedonskom jeziku, izdavač: Jugoreklam, Skopje, Makedonija 1999.
20. ENCIKLOPEDIJSKI LATINSKO- SRPSKI MEDICINSKI REČNIK. Autor: M. Odavić, a Đukanović D. je stručni korektor za stomatologiju. Rečnik ima 104.050 reči na 1.360 stranica. Prosveta  Beograd,2003
21. DERMATOVENEROLOGIJA. Monografija, urednik: Karadaglić Đ. Đukanović D. je koautor poglavlja: Dermatoze u usnoj duplji. Izdavač: Vojna knjiga, Bgd. 2000.
22. BOLESTI USTA / PARODONTOLOGIJA / ATLAS. Đajić D,Đukanović D, Stanić S, Kovačević K, Univerzitetski udžbenik sa 726 originalnih kolor fotografija i šema, pored teksta na 248 stranica velikog formata.Izdavač: Elit-Medica i autori.Beograd 2001.
23. BOLESTI  USTA / OBOLJENJA MEKIH TKIVA USNE DUPLJE / ORALNA MEDICINA / ATLAS. Đukanović D, Đajić D, Stanić S, Kovačević K, Univerzitetski udžbenik sa 523 originalnih kolor fotografija i šema, pored teksta na 216 stranica velikog formata.Izdavač: Elit-Medica i autori.Beograd 2001.
24. BOLESTI  USTA – PARODONTOLOGIJA I ORALNA MEDICINA. Đukanović D. Zelić O,  Udžbenik za 4. razred zubotehničke škole, na 208 stranica.Izdavač: Zavod za udžbeniki i nastavna sredstva. Beograd 2003.
25. DEČJA STOMATOLOGIJA.Vojinović J, Čupić S, Hrvaćanin S, Đukanović D. Univerzitetski udžbenik na 668 stranica . Izdavač: Medicinski fakultet, Banja Luka, 2005.
26. BOLESTI USTA. Đajić D, Đukanović D, Deveto, izmenjeno i dopunjeno izdanje, Univerzitetski udžbenik na 392 stranice, Izdavač, Elit – Medica, Beograd 2006.
27. PARODONTOLOGIJA - ATLAS. Đajić D,Đukanović D, Stanić S, Kovačević K, Univerzitetski udžbenik , treće izdanje dopunjeno izdanje, Izdavač: Draslar partner i autori.Beograd 2006.
28. PARODONTOLOGIJA I TZV FOKALNA INFEKCIJA. Đajić D, Đukanović D. Univerzitetski udžbenik. Izdavač: Draslar partner, Beograd 2006.
29. ATLAS BOLESTI USTA / ORALNA MEDICINA. Đukanović D, Đajić D, Stanić S, Kovačević K.. Treće dopunjeno izdanje,  Univerzitetski udžbenik na  238 stranica sa 58o slika i šema u boji.Izdavač Autori i Draslar partnjer Bgd, 2008.
30. BOLESTI USTA  - ORALNA  MEDICINA & PARODONTOLOGIJA. Đajić D, Djukanović D, Kojović D, Deseto, jubilarno dopunjeno i prerađeno  izdanje, Univerzitetski udžbenik na 396. stranica, Izdavač, Elit – Medica, Beograd 2008.
31. ENCIKLOPEDIJA SRPSKOG NARODA NA 1.278 STRANICA. Grupa autora, Zavod za udžbenike, Beograd 2008.
32. STOMATOLOŠKI LEKSIKON. Grupa autora. Stomatološki fakultet Beograd,   2009.
33. KLINIČKA PARODONTOLOGIJA. grupa autora, Urednik B.Dimitrijevic Univerzitetski udžbenik, Zavod za udžbenike, Beograd, 2011, 585 stranica sa ilustracijama u boji prvo izdanje.
34. SRPSKA ENCIKLOPEDIJA. Tom I, Knjiga I, Slovo A do Beob. U izdanju Matice Srpske, Srpske akademije nauka i Zavoda za udžbenike, D. Đukanović je autor tekstova za stomatologiju. Beograd – Novi Sad, 2010. Planirano je 15 tomova koji će se pojavljivati  sukcesivno u  toku više godina
35. SRPSKA ENCIKLOPEDIJA. Tom I, Knjiga II, Slovo B do kraja. U izdanju Matice Srpske, Srpske akademije nauka i Zavoda za udžbenike, D. Đukanović je autor tekstova za stomatologiju,. Beograd – Novi Sad, 2011. Planirano je 15 tomova koji će se pojavljivati sukcesivno u toku više godina
36. GERONTOSTOMATOLOGIJA. Grupa autora, Urednici: D. Đukanović i V. Todorović,  Izdavač:Stomatološki fakultet u Pančevu, Pančevo, 2012. 306 stranica sa ilustracijama u boji, Prof Đukanović je urednik, ali i autor ili koautor tekstova u pet od 16 poglavlja.poglavlja
37. ORGANIZOVANA  PREVENCIJA U STOMATOLOGIJI. Grupa autora. Prva dva autora su Vojinovic Jovan i Đukanović Dragoslav. Urednik Vojinović Jovan, Izdavač: Medicinski fakultet, Banja Luka , 2012, 483 stranice sa brojnim ilustracijama
38. SRPSKA ENCIKLOPEDIJA. Tom II,  Slovo V . U izdanju Matice Srpske, Srpske akademije nauka i Zavoda za udžbenike, D. Đukanović je autor tekstova za stomatologiju,. Beograd – Novi Sad, 2013. Planirano je 15 tomova koji će se pojavljivati sukcesivno u toku više godina
39. BOLESTI USTA  - ORALNA  MEDICINA Đajić D, Djukanović D, Kojović D, Deseto, jubilarno dopunjeno i prerađeno  izdanje, novo izdanje 2015 Univerzitetski udžbenik na 164. stranic, Izdavač,  Grafopan  Elit – Medica, Beograd 2015.
40. BOLESTI USTA  - PARODONTOLOGIJA  Đajić D, Djukanović D, Kojović D, Deseto, jubilarno dopunjeno i prerađeno izdanje, novo izdanje 2015 Univerzitetski udžbenik na 224. stranica, Izdavač,  Grafopan  Elit – Medica, Beograd 2015.
41. DERMATOlOGIJA. Monografija, urednik: Karadaglić Đ. Đukanović D. je koautor poglavlja: Dermatoze u usnoj duplji. Drugo izdanje. Izdavač: Vojna knjiga, Bgd. 2016. Knjiga iam 2952 stranice, 1400 fotografija i crteza   i 163 saradnilka!
42. SRPSKA ENCIKLOPEDIJA. Tom III, Knjiga I,   Slovo Г –Демог . U izdanju Matice Srpske, Srpske akademije nauka i Zavoda za udžbenike, D. Đukanović je autor tekstova za stomatologiju,. Beograd – Novi Sad, 2018. Planirano je 15 tomova koji će se pojavljivati sukcesivno u toku više godina
43. SRPSKA ENCIKLOPEDIJA. Tom III, Knjiga II Slovo D od Demog i slovo Đ. U izdanju Matice Srpske, Srpske akademije nauka i Zavoda za udžbenike, D. Đukanović je autor tekstova za stomatologiju,. Beograd – Novi Sad, 2022.
44. ORALNA MEDICINA. Đukanović Dragoslav, urednik i prvi autor;  Puletić Miljan; Daković Dragana,  Kojić Željka i  Kesić Ljiljana;   Univerzitet Privredna akademija u Novom Sadu, Stomatološki fakultet u Pančevu, Univerzitetski udžbenik na 275 strana  Pančevo, 2022.